# TT43
La tombe thébaine TT 43 est située à Cheikh Abd el-Gournah, dans la nécropole thébaine, sur la rive ouest du Nil, face à Louxor en Égypte.
C'est la sépulture de Néferenpet, « gardien de la cuisine du Seigneur des Deux Terres ». Elle remonte à l'époque d'Amenhotep II (XVIIIe dynastie).